# Emmanuelle Marie
 (février 2019).
Si vous disposez d'ouvrages ou d'articles de référence ou si vous connaissez des sites web de qualité traitant du thème abordé ici, merci de compléter l'article en donnant les références utiles à sa vérifiabilité et en les liant à la section « Notes et références ».
Pour les articles homonymes, voir Marie.
Emmanuelle Marie  née le 28 janvier 1965 à Boulogne-sur-Mer et morte le 9 mai 2007 à Saint-Ouen est une dramaturge, comédienne et romancière française.

## Biographie
Après des études de Lettres modernes et de filmologie, avec Jacques Descorde et d'autres comédiens, elle fonde la Compagnie des Docks (1989). De nombreux spectacles en découlent. Entre 1996 et 2007, elle écrit sans discontinuer : romans, pièces de théâtre, ainsi qu'un livret d'opéra.
En 1996, Emmanuelle Marie écrit sa première pièce de théâtre, Ecce homo ?, teintée d'humour noir.
En 2000, elle publie un premier roman, Le paradis des tortues, assez remarqué (Le Masque et la Plume en fait l'éloge ; elle est sélectionnée par le Prix des lectrices du magazine ELLE ; elle obtient la mention spéciale du Jury pour le Prix du roman du Touquet ; le Prix des lycéens des villes de Nantes et d’Angers ; et le roman est sélectionné par le festival du premier roman de Chambéry 2001).
Entre 2000 et 2003, elle écrit des nouvelles, qui sont publiées dans les revues Écrits du Nord (Le marin, 2000), Les éperonniers (Le cinéma, 2002), La plus grande pièce du monde, éditions de l'Amandier (L'apéro du dimanche, 2003), Les fantaisies potagères, éditions Avant-Scène Théâtre (If, 2003).
En 2001, Emmanuelle Marie est accueillie en résidence à la Chartreuse de Villeneuve-lès-Avignon et elle y achève l'écriture de Cut, une pièce de théâtre qui est jouée peu après au Théâtre du Rond-Point à Paris. La pièce est traduite en allemand.
En 2003, elle travaille avec la compositrice Graciane Finzi sur un livret d'opéra, Là-bas peut-être l'Africaine. Le spectacle est créé au Théâtre du Grand Bleu à Lille avec l'Orchestre national de Lille. Il reçoit le Grand Prix SACEM, 2001. Il est remonté à Montpellier (Théâtre Opéra) et à La Rochelle par l'Association « les Anges Rebelles ».
En 2004, grâce à une bourse accordée par le conseil régional du Nord-Pas-de-Calais et le CEAD (Centre des auteurs dramatique du Québec), elle part en résidence au Québec et y termine l'écriture de la pièce Blanc. La pièce obtient le soutien de la fondation Beaumarchais en 2004 et est publiée aux éditions L'Avant-Scène.
En 2005, elle écrit une pièce, Kidâme, pour la Compagnie des Docks et l’Hippodrome de Douai, scène nationale, grâce à une aide à l’écriture du Ministère de la culture.
En 2006, elle atteint la consécration avec le montage de Blanc au Théâtre de la Madeleine. Mise en scène par Zabou Breitman, interprétée par Isabelle Carré et Léa Drucker, la pièce est créée en septembre et doit être prolongée. Le spectacle est deux fois nommé aux Molières 2007 pour la lumière d'André Diot, et pour le décor de Jean-Marc Stehlé. Le texte est traduit en allemand.
En annonçant son décès, le 9 mai 2007, le ministre de la Culture, Renaud Donnedieu de Vabres, a rendu hommage à « une personnalité rayonnante et très généreuse, un esprit en constante recherche qui sut faire profiter de ses dons l'association des Écrivains associés du théâtre (EAT), dont le rôle est si précieux pour promouvoir l'écriture théâtrale. Emmanuelle Marie savait qu'elle allait devoir mener un très dur combat contre la maladie et la mort. Elle l'a fait avec un magnifique courage, restant jusqu'à la fin celle que tous ses amis ont connue ».
En 2008 paraît une œuvre posthume, « envoyée à l'éditeur un mois avant sa mort », Les cils de l’ange, roman qui met en scène un père et sa fille dans un dialogue muet.

## Filmographie
- 1999 : Inséparables, long métrage de Michel Couvelard, avec Catherine Frot
- Nombreux courts métrages…

## Théâtre
- Plastiquez-les (Studio Organisation)
- Le Premier, d'Israël Horovitz
- Fragments, de Murray Schisgal
- Vampirax le retour (Compagnie des Docks)
- Tramps (Compagnie des Docks)
- Starting blocks et Encore une nuit sans Georges (m.e.s. Charles Lee)
- Ecce Homo ? d'Emmanuelle Marie (m.e.s. Jacques Descorde)
- Oh les beaux jours, de Samuel Beckett (m.e.s. Charles Lee)
- George Dandin, de Molière (m.e.s. Jacques Descorde)
- La Terre leur demeure, de Daniel Keene (m.e.s. Jacques Descorde).
- Cut d'Emmanuelle Marie (m.e.s. Jacques Descorde).
- 1996. Ecce homo ?, éd. du Cosmogone. Spectacle crée dans le Pas-de-Calais et présenté au théâtre du Balcon à Avignon en 1997
- 2001. Cut, Paris, L'Avant-Scène- Théâtre. Création en 2002 à Montreuil sur mer par la compagnie des Docks, dans une mise en scène de Jacques Descorde. En 2003, représentation au Théâtre du Rond-Point à Paris et repris en mars-avril 2009 dans ce même théâtre. Critique dans Cinemaniacs.be.
- 2005. Blanc, théâtre, Paris, L'Avant-Scène-Théâtre, coll. « Quatre-Vents Contemporain », 58 pages. Création en 2006 au Théâtre de la Madeleine à Paris dans une mise en scène de Zabou Breitman avec Isabelle Carré et Léa Drucker.
  - Deux jeunes sœurs sont forcées de se retrouver durant trois jours et trois nuits auprès de leur mère, celle-ci vivant ses derniers instants. Peu préparées à cette situation, elles ont malgré tout choisi de l'accompagner dans cette ultime épreuve. Critique par Philippe Tesson et par Armelle Héliot
- 2005 Kidâme un texte écrit d'après des témoignages sur le thème "Vos rêves d'enfant les avez-vous réalisés?" Une commande de la compagnie des Docks / projet coproduit par l'Hippodrome de Douai - Scène Nationale de Douai.

## Publications
- 1997. Avant la chute, inédit
- 2000. Le Paradis des tortues, roman, Paris, La différence, 190 pages. rééd. 2013 Critique dans L'Express et dans Écrits-vains.com
- 2002. J’aime pas l’été, recueil de nouvelles, inédit. Création en 2002 à Montreuil.
- 2002. Là-bas peut-être l’africaine, livret d'opéra, musique de Graciane Finzi. Création en 2003 par l’Orchestre national de Lille et Le Grand Bleu.
- 2008. Emmanuelle Marie, Les Cils de l’ange : roman, Paris, Éd. de la Différence, 2008, 128 p. (ISBN 978-2-7291-1726-9).